# World Games 2022/Teilnehmer (Kuwait)
| Gelbes Symbol für Goldmedaillen mit stilisierten Olympischen Ringen | Graues Symbol für Silbermedaillen mit stilisierten Olympischen Ringen | Braundes Symbol für Bronzemedaillen mit stilisierten Olympischen Ringen |
| ------------------------------------------------------------------- | --------------------------------------------------------------------- | ----------------------------------------------------------------------- |
| —                                                                   | —                                                                     | —                                                                       |

Kuwait nahm an den World Games 2022 mit vier Athleten teil.

## Teilnehmer nach Sportarten

### Billard
| Athleten        | Wettbewerb | Achtelfinale        | Achtelfinale | Viertelfinale | Viertelfinale | Halbfinale    | Halbfinale    | Finale        | Finale        | Rang |
| Athleten        | Wettbewerb | Gegner              | Ergebnis     | Gegner        | Ergebnis      | Gegner        | Ergebnis      | Gegner        | Ergebnis      | Rang |
| --------------- | ---------- | ------------------- | ------------ | ------------- | ------------- | ------------- | ------------- | ------------- | ------------- | ---- |
| Männer          |            |                     |              |               |               |               |               |               |               |      |
| Omar al-Shaheen | Einzel     | Sanjin Pehlivanović | 3:11         | ausgeschieden | ausgeschieden | ausgeschieden | ausgeschieden | ausgeschieden | ausgeschieden | 9    |

### Bowling
| Athleten                         | Wettbewerb | 1. Runde             | 1. Runde | Achtelfinale   | Achtelfinale  | Viertelfinale    | Viertelfinale | Halbfinale    | Halbfinale    | Finale        | Finale        | Rang          |
| Athleten                         | Wettbewerb | Gegner               | Ergebnis | Gegner         | Ergebnis      | Gegner           | Ergebnis      | Gegner        | Ergebnis      | Gegner        | Ergebnis      | Rang          |
| -------------------------------- | ---------- | -------------------- | -------- | -------------- | ------------- | ---------------- | ------------- | ------------- | ------------- | ------------- | ------------- | ------------- |
| Männer                           |            |                      |          |                |               |                  |               |               |               |               |               |               |
| Mostafa Al-Mousawi               | Einzel     | Salvatore Polizzotto | 0:2      | ausgeschieden  | ausgeschieden | ausgeschieden    | ausgeschieden | ausgeschieden | ausgeschieden | ausgeschieden | ausgeschieden | ausgeschieden |
| Hassan Qassem                    | Einzel     | Kim Dong-hyeon       | 0:2      | ausgeschieden  | ausgeschieden | ausgeschieden    | ausgeschieden | ausgeschieden | ausgeschieden | ausgeschieden | ausgeschieden | ausgeschieden |
| Mostafa Al-Mousawi Hassan Qassem | Doppel     | —                    | —        | Sewchuran / Ju | 2:1           | Fach / Alexander | 0:2           | ausgeschieden | ausgeschieden | ausgeschieden | ausgeschieden | ausgeschieden |

### Karate

#### Kumite
| Athleten         | Wettbewerb       | Gruppenphase         | Gruppenphase | Rang | Halbfinale         | Halbfinale | Finale           | Finale   | Rang |
| Athleten         | Wettbewerb       | Gegner               | Ergebnis     | Rang | Gegner             | Ergebnis   | Gegner           | Ergebnis | Rang |
| ---------------- | ---------------- | -------------------- | ------------ | ---- | ------------------ | ---------- | ---------------- | -------- | ---- |
| Männer           |                  |                      |              |      |                    |            |                  |          |      |
| Abdullah Shaaban | Kumite bis 60 kg | Kalvis Kalniņš       | 5:2          | 2    | Ayoub Anis Helassa | 0:2        | Angelo Crescenzo | 1:1      | 4    |
| Abdullah Shaaban | Kumite bis 60 kg | Douglas Santos Brose | 0:0          | 2    | Ayoub Anis Helassa | 0:2        | Angelo Crescenzo | 1:1      | 4    |
| Abdullah Shaaban | Kumite bis 60 kg | Abdel Ali Jina       | 2:0          | 2    | Ayoub Anis Helassa | 0:2        | Angelo Crescenzo | 1:1      | 4    |